# Aud Kolberg
Aud Kolberg, född 30 september 1957, är en norsk diplomat.
Kolberg har avlagt en cand. polit.-examen och har varit anställd vid Utenriksdepartementet sedan 1985, bland annat som underdirektör 1995–1998 och senior rådgivare 2001–2006. Hon var ministerråd vid ambassaden i New Delhi 1998–2001 och i Washington 2006–2009. Sedan 2017 är hon ambassadör i Köpenhamn. I januari 2021 tillkännagavs att hon skall efterträda Christian Syse som Norges ambassadör i Stockholm.